# Bondsdagverkiezingen 2017
Op 24 september 2017 vonden Bondsdagverkiezingen plaats in Duitsland. Aan deze negentiende Duitse federale verkiezingen voor de Bondsdag deden 34 partijen mee.
De zittende regering-Merkel III onder leiding van bondskanselier Angela Merkel werd in de Bondsdag gesteund door een zogenoemde grote coalitie tussen de christendemocraten (CDU/CSU) en de sociaaldemocraten (SPD). De twee oppositiepartijen vertegenwoordigd in de Bondsdag waren Bündnis 90/Die Grünen en Die Linke.

## Kandidaten
Voor de CDU was Angela Merkel nogmaals kandidaat om zichzelf als kanselier op te volgen, terwijl voor de SPD Martin Schulz de kanselierskandidaat werd in plaats van zittend vicekanselier Sigmar Gabriel.
De partijen met de hoogste scores in de peilingen en hun Spitzenkandidaten waren:
|               |               |                                   |                                      |                   |                                      |
| Angela Merkel | Martin Schulz | Alexander Gauland en Alice Weidel | Katrin Göring-Eckardt en Cem Özdemir | Christian Lindner | Dietmar Bartsch en Sahra Wagenknecht |
| CDU/CSU       | SPD           | AfD                               | Bündnis 90/Die Grünen                | FDP               | Die Linke                            |

## Peilingen
In de opiniepeilingen gingen de twee regeringspartijen langzaam achteruit, terwijl de FDP opnieuw en de AfD voor het eerst in de Bondsdag verkozen zouden geraken. Nadat Martin Schulz als lijsttrekker voor regeringspartij SPD werd geselecteerd, steeg die partij echter significant in de peilingen.
In maart en mei 2017 vonden verkiezingen plaats voor drie deelstaatparlementen (Saarland, Sleeswijk-Holstein en Noordrijn-Westfalen), waarbij de SPD echter telkens achteruit ging en de CDU vooruit. Ook FDP en AfD gingen telkens vooruit.
|  | Peilingen 2013-2017: ■ CDU/CSU ■ SPD ■ AfD ■ Die Linke ■ Grüne ■ FDP |

## Verkiezingssoftware
Naar aanleiding van eerdere zwakheden gevonden in Nederlandse verkiezingssoftware door Sjoerd van der Hoorn en onderzoeker Sijmen Ruwhof, besloot de Chaos Computer Club de tijdens de Bondsdagverkiezingen te gebruiken software te controleren op zwakheden. Op 7 september 2017 publiceerden zij hun bevindingen, waarin geconcludeerd werd dat het voor elk individu mogelijk is om zonder steun van een externe staat of partij, de verkiezingsuitslag te beïnvloeden. Het gaat hier in tegenstelling tot de definitieve uitslag echter alleen om de voorlopige uitslag. De definitieve uitslag van de verkiezingen komt tot stand door handmatig alle stemmen na te tellen.

## Resultaten
| Partij            | Partij            | Eerste stem | Eerste stem | Eerste stem | Tweede stem | Tweede stem | Tweede stem | Zeteltotaal | Zeteltotaal |
| Partij            | Partij            | Stemmen     | %           | Zetels      | Stemmen     | %           | Zetels      | Zetels      | +/-         |
| ----------------- | ----------------- | ----------- | ----------- | ----------- | ----------- | ----------- | ----------- | ----------- | ----------- |
|                   | CDU               | 12.447.656  | 26,76       | 15          | 14.030.751  | 30,25       | 185         | 200         | −65         |
|                   | SPD               | 9.539.381   | 20,51       | 94          | 11.429.231  | 24,64       | 59          | 153         | −40         |
|                   | AfD               | 5.878.115   | 12,64       | 91          | 5.317.499   | 11,46       | 3           | 94          | +94         |
|                   | FDP               | 4.999.449   | 10,75       | 80          | 3.249.238   | 7,00        | 0           | 80          | +80         |
|                   | Die Linke         | 4.297.270   | 9,24        | 64          | 3.966.637   | 8,55        | 5           | 69          | +5          |
|                   | Bündnis 90/ Grüne | 4.158.400   | 8,94        | 66          | 3.717.922   | 8,01        | 1           | 67          | +4          |
|                   | CSU               | 2.869.688   | 6,17        | 0           | 3.255.487   | 7,02        | 46          | 46          | −10         |
|                   | Overige           | 2.325.533   | 5,00        | 0           | 1.422.850   | 3,07        | 0           | 0           | 0           |
| Totaal            | Totaal            | 46.515.492  | 100%        | 410         | 46.389.615  | 100%        | 299         | 709         | +78         |
|                   |                   |             |             |             |             |             |             |             |             |
| Kiesgerechtigden  | Kiesgerechtigden  | 61.688.485  |             |             | 61.688.485  |             |             |             |             |
| Kiezers           | Kiezers           | 46.976.341  | 76,15%      |             | 46.976.341  | 76,15%      |             |             |             |
| Geldige stemmen   | Geldige stemmen   | 46.515.492  | 99,02%      |             | 46.389.615  | 98,75%      |             |             |             |
| Ongeldige stemmen | Ongeldige stemmen | 460.849     | 0,98%       |             | 586.726     | 1,25%       |             |             |             |

Na de verkiezingen verkondigde de SPD aanvankelijk dat ze naar de oppositie zou verhuizen en niet wilde deelnemen aan regeringsonderhandelingen. Daardoor bleef in eerste aanleg enkel een Jamaica-coalitie als enige praktische mogelijkheid over: een coalitie van CDU/CSU, FDP en de Groenen. Die onderhandelingen mislukten echter, waarna de SPD toch weer in beeld kwam.
Op 21 januari 2018 gaf een partijcongres van de SPD het partijbestuur met een beperkte 56,4% van de stemmen groen licht onderhandelingen aan te vatten. Martin Schulz trad in februari 2018 terug als voorzitter van de SPD en werd in de onderhandelingen opgevolgd door burgemeester van Hamburg en waarnemend partijvoorzitter Olaf Scholz en kandidaat-partijvoorzitter Andrea Nahles. De SPD claimde een regeerakkoord onderhandeld te hebben met verbeteringen voor gepensioneerden, werknemers, gezinnen en zorgbehoeftigen. Ook de verdeling van de ministerportefeuilles werd als positief ervaren, met onder meer de garantie op een SPD-minister van Financiën. Op 4 maart 2018 werden de resultaten van een referendum onder de SPD-leden bekendgemaakt: een meerderheid van 66% ging akkoord met de voortzetting van een grote coalitie. De beëdiging van het kabinet-Merkel IV met Angela Merkel als bondskanselier vond plaats in de Bondsdag op 14 maart 2018.

1949 · 1953 · 1957 · 1961 · 1965 · 1969 · 1972 · 1976 · 1980 · 1983 · 1987 · 1990 · 1994 · 1998 · 2002 · 2005 · 2009 · 2013 · 2017 · 2021 · 2025